# Digital Playground
Digital Playground Inc. é uma produtora de filmes pornográficos americana sediada em Los Angeles, Califórnia. Foi chamado de um dos cinco maiores estúdios pornô, e em 2006, foi descrito pela Reuters como um dos poucos estúdios que dominam a indústria da pornografia nos Estados Unidos.

## Prêmios

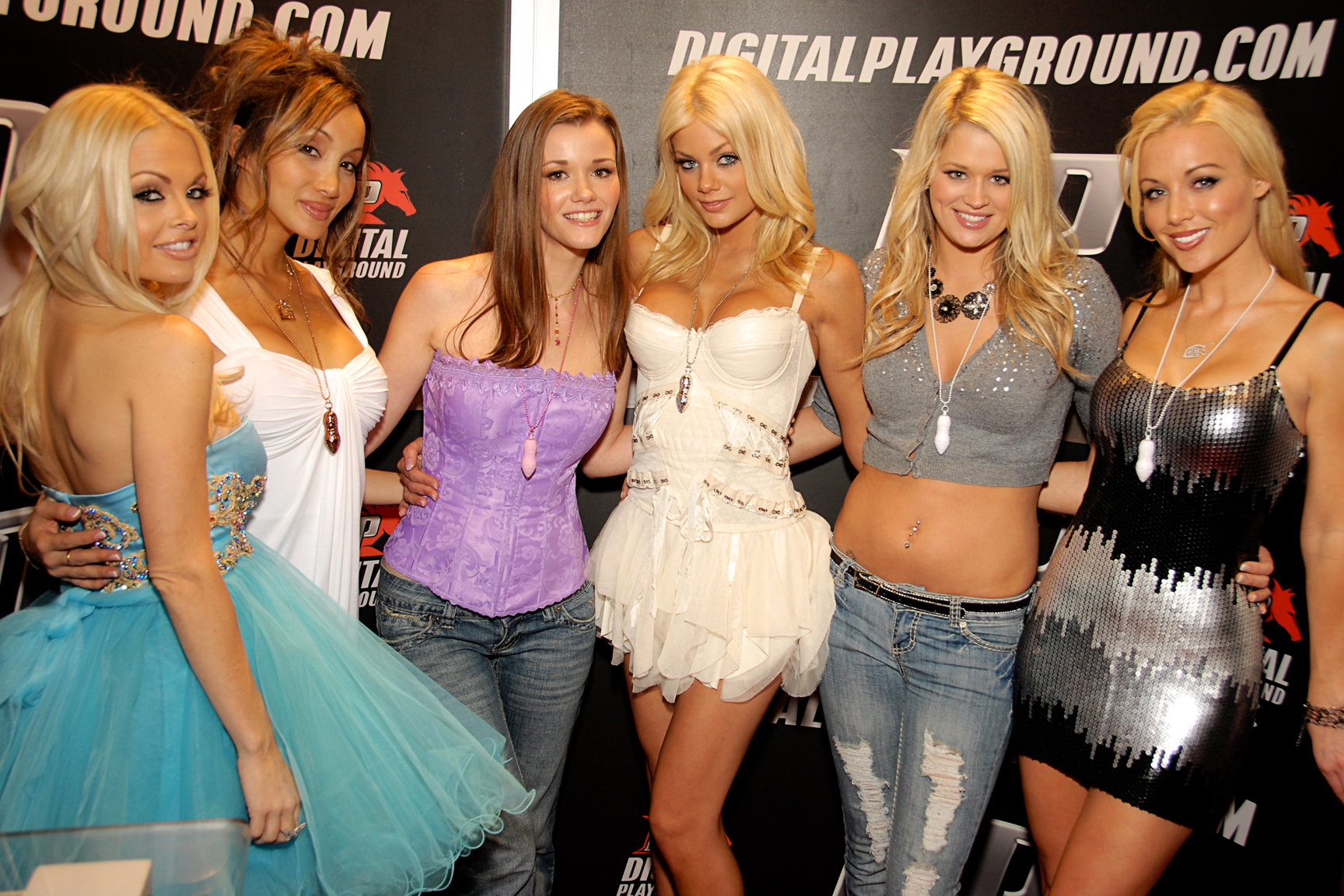
Digital Playground's Contract Girls 2010 no AVN Adult Entertainment Expo no Centro de Convenções Sands, Las Vegas, Nevada em 7 de janeiro de 2010

A seguir está uma seleção de grandes prêmios que os filmes da DP ganharam
- 2001: AVN Award – Best Interactive DVD – Virtual Sex with Tera Patrick[3]
- 2002: AVN Award – Best Interactive DVD – Virtual Sex with Devon[3]
- 2002: AVN Award – Top Renting Release of the Year – Island Fever[3]
- 2003: AVN Award – Best Interactive DVD – Virtual Sex with Janine[3]
- 2005: AVN Award – Best Gonzo Series – Jack's Playground[3]
- 2006: AVN Award – Best DVD – Pirates[3]
- 2006: AVN Award – Best Video Feature – Pirates[3]
- 2007: AVN Award – Best POV Series – Jack's POV[3]
- 2007: AVN Award – Best Renting Title of the Year – Pirates[3]
- 2007: AVN Award – Best Selling Title of the Year – Pirates[3]
- 2007: AVN Award – Best Vignette Series – Jack's Playground[3]
- 2008: AVN Award – Best Specialty Series, Other Genre – Jack's Leg Show[4]
- 2008: AVN Award – Best Vignette Release – Babysitters[4]
- 2008: AVN Award – Top Selling Title of the Year – 2007 – Pirates[4]
- 2009: AVN Award – Best High-Definition Production – Pirates II: Stagnetti's Revenge[5]
- 2009: AVN Award – Best POV Release – Jack's POV 9[5]
- 2009: AVN Award – Top Renting and Selling Release – Cheerleaders[5]
- 2009: AVN Award – Best Video Feature – Pirates II: Stagnetti's Revenge[5]
- 2009: AVN Award – Best Vignette Release – Cheerleaders[5]